# ザ・ワールド・イズ・マイン (STANCE PUNKSのアルバム)
『ザ・ワールド・イズ・マイン』は、STANCE PUNKSの6thアルバム。2010年2月3日発売。

## 解説
本作よりメジャーレーベルのKowalskiからインディーズレーベルに回帰。2008年の前作『PEACE & DESTROY』から1年3か月ぶりのアルバムリリースとなり、全11曲が収録された。
YouTubeで先行アップされた同タイトル曲「ザ・ワールド・イズ・マイン」のミュージックビデオは、ボーカルのTSURUが渋谷スクランブル交差点から渋谷センター街を大暴れしながら駆け抜け、最後は交番にダイブをするという衝撃的な映像で、Yahoo!ニュースに取り上げられるなど話題を呼んだ。

## 収録曲
1. 今夜ブチ壊せ
作詞・作曲：TSURU
2. ザ・ワールド・イズ・マイン 
作詞・作曲：TSURU
3. cal
作詞・作曲：TSURU
4. girl
作詞・作曲：TSURU
5. すべてが終わっちまう前に 
作詞・作曲：川崎テツシ
6. あの娘はB
作詞・作曲：TSURU
7. NO TEACHER FOR ME 
作詞・作曲：川崎テツシ
8. 首吊りデイジー 
作詞・作曲：川崎テツシ
9. the young boy fights his war 
作詞・作曲：TSURU
10. イカれた世界にバースデイソングを 
作詞・作曲：TSURU
11. ボーイズ・キャロル 
作詞・作曲：TSURU